# Tamo gdje palme cvatu (časopis)
Tamo gdje palme cvatu, bio je hrvatski iseljenički list. Pokrenuo ga je misionar Ante Gabrić.
Utemeljen je u Indiji, u Basantiju u Bengalu. Izlazio je u razdoblju od 1941. do 1975.